# Pierre Viot
Pour les articles homonymes, voir Viot.
Pierre Viot, né le 9 avril 1925 à Bordeaux et mort le 6 août 2020 à Paris, est un haut fonctionnaire français qui a été conseiller maître à la Cour des comptes.

## Biographie

### Jeunesse et études
Pierre Viot est un ancien élève de l'École nationale d'administration (promotion Jean-Giraudoux, 1950-1952).

### Parcours professionnel
Pierre Viot a dirigé le Centre national de la cinématographie (CNC) de 1973 à 1984. Il est élu président du Festival de Cannes en 1984 en remplacement de Robert Favre Le Bret, jusqu'en 2000.
Il a présidé le conseil d'administration de l’établissement public chargé de construire l'Opéra Bastille, de 1985 à 1987.
Pierre Viot enseigne à l'Institut d'études politiques de Paris. Durant les évènements de Mai 68, il est élu pour représentant les professeurs et les directeurs de séminaire, aux côtés d'Hélène Carrère d'Encausse, Alfred Grosser et Georges Lavau.
Pierre Viot meurt le 6 août 2020 à l’âge de 95 ans.

## Décorations
- Commandeur de la Légion d'honneur Il est promu au grade de commandeur par décret du 2 avril 1999[5]. Il était officier de l'ordre depuis le 9 novembre 1984.
- Grand-croix de l'ordre national du Mérite Il est élevé à la dignité de grand-croix par décret du 14 novembre 2013[6]. Il était grand officier depuis le 20 décembre 1990.